# Saint-Brès, Gard
Saint-Brès là một xã ở tỉnh Gard. Xã này có diện tích 11,37 km², dân số năm 1999 là 533 người. Khu vực này có độ cao trung bình 170 mét trên mực nước biển.